# Altstädter Köln 1922

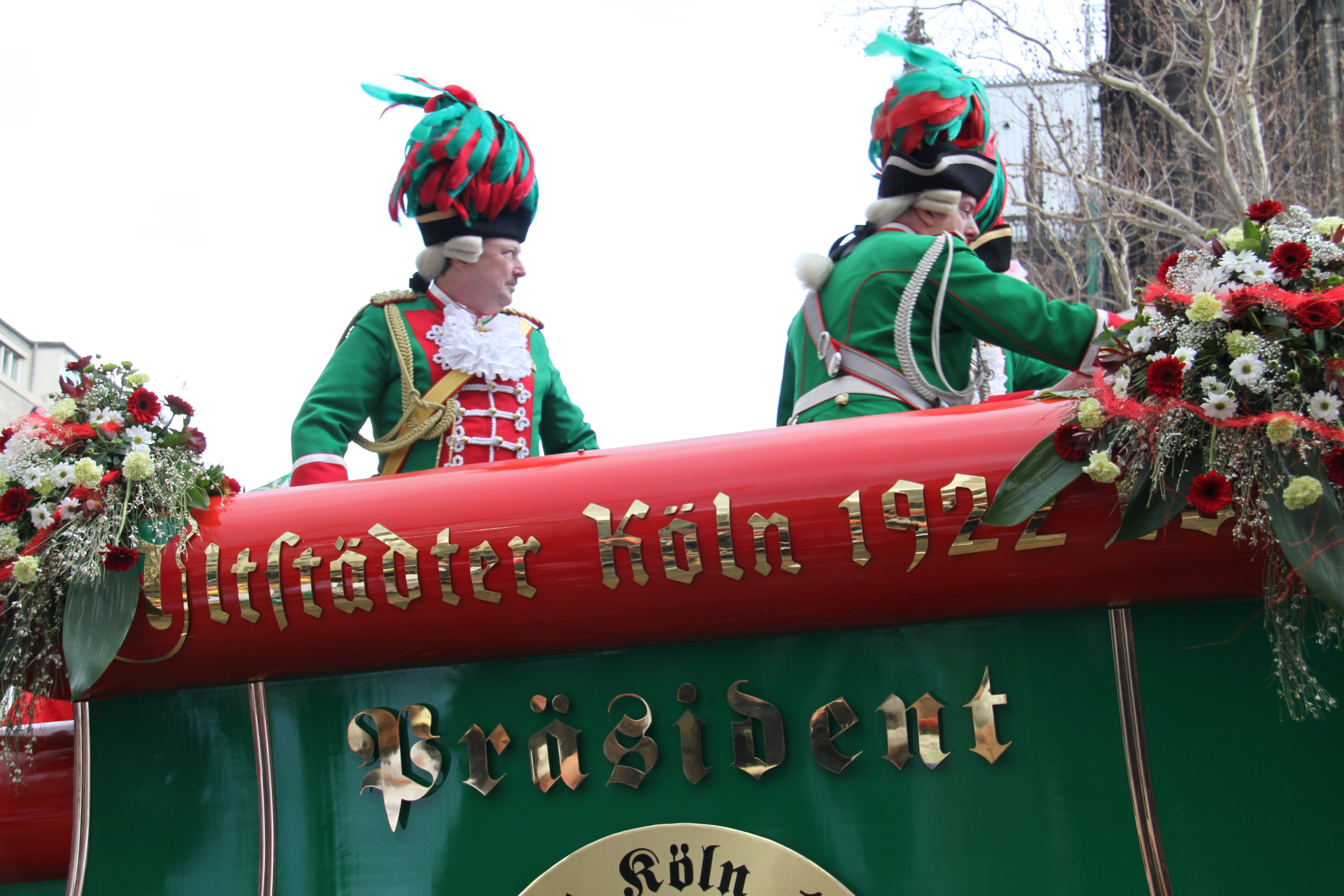
Präsidentenwagen beim Rosenmontagszug 2013

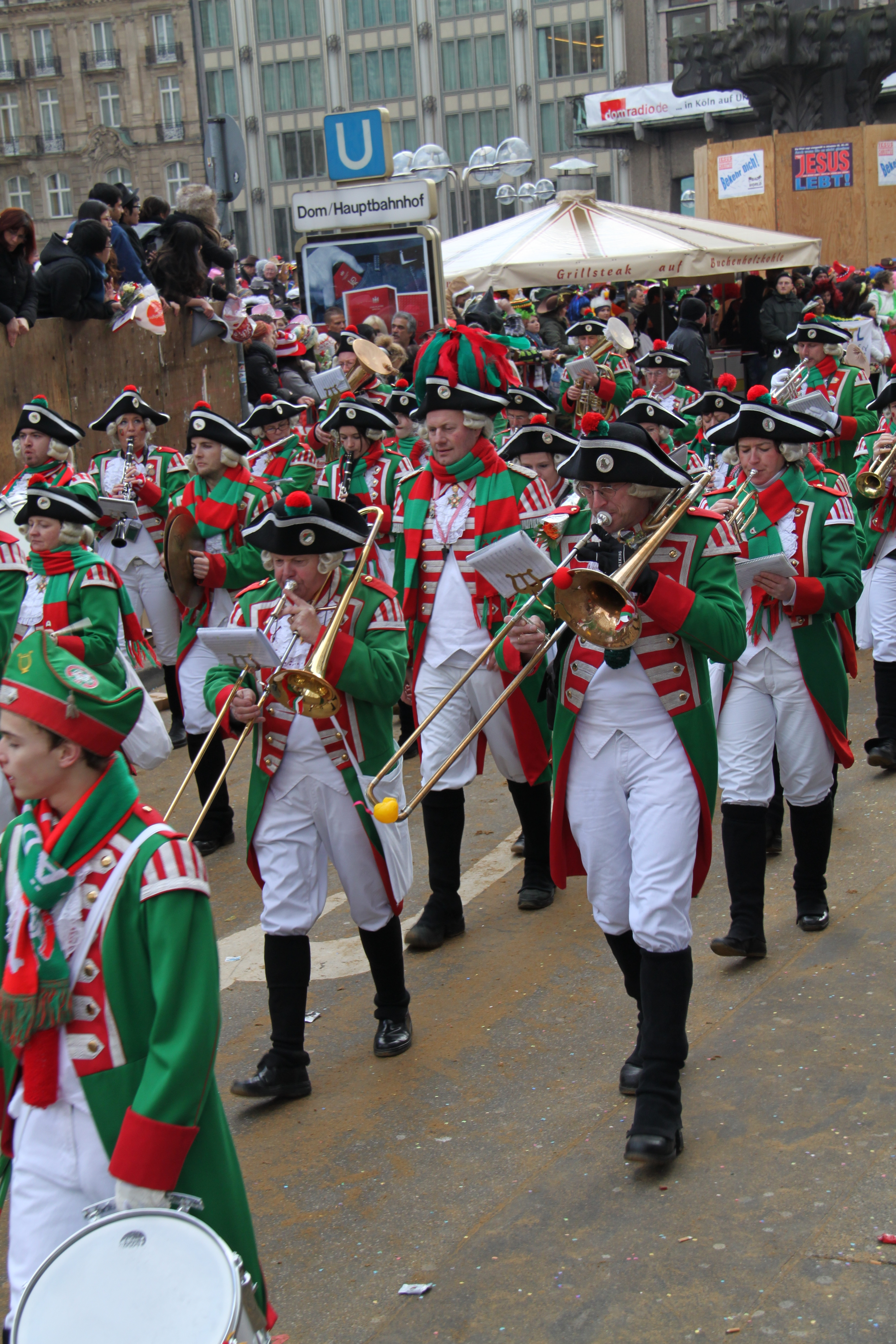
Fußgruppe beim Rosenmontagszug 2013

Altstädter Köln 1922 e. V. ist eines der neun Traditionskorps im Kölner Karneval. Das Altstädterkorps nimmt seit 1953 an der offiziellen Eröffnung des Straßenkarnevals an Weiberfastnacht auf dem Alter Markt teil.

## Geschichte
Die Gesellschaft ging nach dem Ersten Weltkrieg aus einem 1905 gegründeten Stammtisch von Nachbarn aus dem Waidmarktviertel der Kölner Altstadt hervor. 1919 wurde er zu einem Kegelclub. Hieraus entstanden dann formal am 10. März 1922 die „Fidelen Altstädter“ mit dem Zweck: „Zur Wahrung der Tradition und Überlieferung des artechten, volksnahen Kölner Karnevals, vor allem der Pflege des Kölner Brauchtums, des typisch Kölnischen Humors und Witzes und der Kölner Mund- und Eigenart innerhalb des hergebrachten, historischen Kölner Fastnachtsfestes“, so ist es dem überlieferten Gründungsprotokoll zu entnehmen.
Bereits zwei Jahre nach der Gründung des Vereins als Komiteegesellschaft fasste man im Jahre 1924 den Beschluss, ein Korps zu gründen. Das aktive Korps wuchs in den darauf folgenden Jahren kontinuierlich weiter. 1927 trat erstmals das Reiterkorps beim Kölner Rosenmontagszug in Erscheinung. Bereits vor dem Zweiten Weltkrieg eröffneten die Altstädter auf dem Altermarkt den Straßenkarneval, ab 1953 kamen Elemente einer Karnevalssitzung hinzu. 1961 revolutionierten die Altstädter mit dem Tanzmariechen Gerdemie Basseng und ihrem Ehemann und Tanzoffizier Karl-Heinz durch erste Hebefiguren den Korpstanz im Kölner Karneval. 1968 wurden die Altstädter, auch infolge dieser tänzerischen Leistungen, vom Festkomitee Kölner Karneval mit dem Titel „Traditionskorps des Kölner Karnevals“ ausgezeichnet.
1991 komponierte Gerhard Jussenhoven, dessen Vater Servatius Gründungsmitglied und erster Präsident der Altstädter war, den „Altstädter-Jubiläums-Marsch“, zu dem Krätzchensänger Ludwig Sebus den Text verfasste:
Su wie em Kölsche Wappe Krune un Flamme,
su stonn mer Altstädter en Fründschaff zesamme.
Dat Kölle blüht, singe Glanz nit vergeiht,
nimmb ne Altstädter op singe Eid!

## Korps
In den Farben Grün-Rot pflegen die Altstädter die Tradition des kurkölnischen Landregiments und des kurkölnischen Leibdragonerregiments „Reitende Grenadiere von Rechberg“, genannt „Grüne Dragoner“. Während das Tanzkorps die Tradition des kurkölnischen Landregiments wahrt, führt das Reiterkorps seine Wurzeln auf die Grünen Dragoner der Kurfürsten Joseph Clemens (1698–1723) und Clemens August (1723–1761) zurück, die im Spanischen Erbfolgekrieg auf Seiten der Franzosen kämpften.
Darüber hinaus spiegeln auch die heutigen Uniformen diese Tradition wider: Die Uniform der Landmiliz war einfach und entsprach weitgehend der Tracht der Jäger, der sogenannten Deutschen Jagd. Diese benutzten ihren grünen Rock auch im Militärdienst. Die Grenadiere der Landmiliz trugen als Kopfbedeckung eine Grenadiermütze, deren Schild aus Metall gestanzt war. Über die Uniformen des grünen Dragonerregiments ist wenig bekannt, auch die grüne Farbe des Rockes ist historisch nicht bestätigt. Allerdings war Grün eine Farbe, die im Heiligen Römischen Reich Deutscher Nation häufig zur Einkleidung von Dragonern genutzt wurde. Wenn ein militärischer Verband mit einer Farbe bezeichnet wurde, war dies entweder die Farbe des Rocks oder der Aufschläge, so dass eine Wahrscheinlichkeit für die grünen Röcke der Dragoner spricht.

### Kölsche Dillendöppcher e. V.
Die Kölsche Dillendöppcher sind die Kinder- und Jugendtanzgruppe des Corps. Die Gruppe wurde 1991 von Monika Cöln gegründet und ist seit 2005 ein eingetragener Verein. Die Tanzgruppe hat über 25 aktive Tänzer im Alter von 4 bis 17 Jahren. Die Vorstandsvorsitzende ist Sandra Zielinski. 